# Konrad von Heuduck (General, 1786)
Heinrich Gottlieb Konrad Heuduck, seit 1823 von Heuduck (* 6. April 1786 in Teltow; † 28. September 1866 in Schweidnitz) war ein preußischer Generalmajor.

## Leben

### Herkunft
Konrad war der Sohn des Rendant und Ratmann von Teltow, Johann Gottlieb Heuduck und dessen Ehefrau Charlotte, geborene Sannow.

### Militärkarriere
Heuduck trat am 30. Juli 1808 in das 2. Brandenburgische Husaren-Regiment der Preußischen Armee ein. Mit diesem beteiligte er sich im Mai 1809 am Gefecht bei Dodendorf, in dem er verwundet wurde. Nach der Auflösung des Schillschen Verbandes erfolgte seine Versetzung in das Westpreußische Ulanen-Regiment Nr. 1 und am 21. Dezember 1810 wurde Heuduck schließlich im Ulanen-Regiment Nr. 3 zum Sekondeleutnant befördert. Für seine Verdienste während der Schlacht von Borodino als Regimentsadjutant des kombinierten mobilen Ulanen-Regiments wurde Heuduck mit dem Kreuz der Ehrenlegion ausgezeichnet. Im weiteren Verlauf des Russlandfeldzuges an der Seite von Napoleons Truppen kämpfte er bei Tarutino, Malojaroslawez, Krasnoje und an der Beresina. 
Er wurde aufgrund seiner militärischen Verdienste am 5. September 1823 in den preußischen Adelsstand erhoben. 
Zuletzt war Heuduck als Generalmajor Kommandeur der 1. Kavallerie-Brigade. Von diesem Posten wurde er am 13. März 1847 mit Pension zur Disposition gestellt.

### Familie
Heuduck hatte am 2. Juni 1817 in Breslau Mathilde von Harroy (1800–1851), die Tochter des Generalleutnants Johann August von Harroy de Techreaux (1753–1820) geheiratet. Aus der Ehe gingen folgende Kinder hervor:
- Konstantin Friedrich Konrad (1819–1876), preußischer Major a. D. ⚭ Rosa Anna Isabella Hoerle (1831–1894)
- Wilhelm (1821–1899), preußischer General der Kavallerie ⚭ Helene Hoerle (1830–1907)
- Valeska Mathilde Konradine (1822–1827)
- Konrad Georg August Wilhelm (1825–1827)
- Klara Konradine Mathilde (1828–1898) ⚭ Friedrich Christian Otto Ludwig von Mayer, preußischer Premierleutnant im Kürassier-Regiment Nr. 3
- Wanda Luise Karoline Mathilde (1831–1832)
- Florentia Conradine Caroline Louise Wilhelmine Ida (* 1834)